# Boinazo
El boinazo fue un incidente ocurrido en Santiago de Chile en 1993 durante el gobierno del presidente Patricio Aylwin, en donde comandos del Ejército de Chile comandados por el dictador y comandante en Jefe, el general Augusto Pinochet, se reunieron en las cercanías del Palacio de la Moneda, armados y con vestiduras militares de combate. El evento tuvo lugar el viernes 28 de mayo, y se denominó así por las características boinas negras de los soldados reunidos.

## Antecedentes

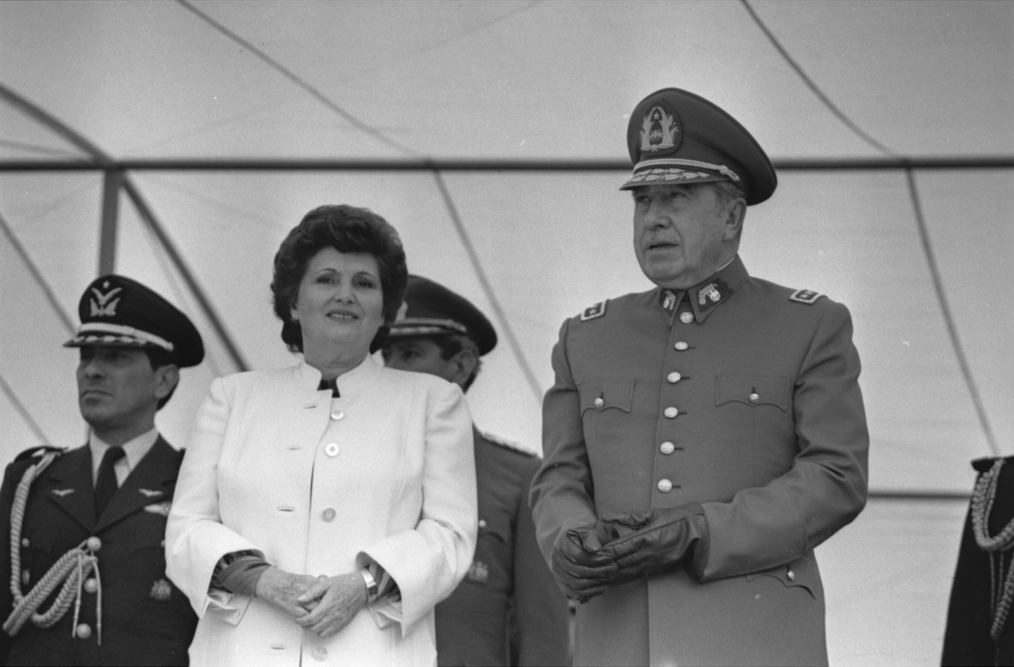
Lucía Hiriart y Augusto Pinochet, padres de Augusto Pinochet Hiriart.

Pocos días antes del boinazo, el diario chileno La Nación publicó una noticia con el titular «Reabren caso cheques del hijo de Pinochet», en alusión al caso de los pinocheques, que ya había sido postergado en 1990 por una presión previa de Pinochet y el Ejército, en lo que se conoció como el «ejercicio de enlace», ocurrido el 19 de diciembre de ese año.

## El evento
Pinochet inició entonces nuevas presiones para cerrar el caso, esta vez más explícitas, reuniéndose en el Edificio de las Fuerzas Armadas, situado a unos 200 metros del Palacio de la Moneda, con oficiales del Ejército escoltados por soldados armados y vestidos con trajes de combate, por cuyas boinas negras al suceso se le conoció como «el boinazo». El evento ocurrió mientras el presidente Patricio Aylwin visitaba oficialmente Dinamarca, por lo cual el mando supremo de la nación era ejercido temporalmente por el ministro del Interior, Enrique Krauss, como vicepresidente.

## Consecuencias
Producto de este evento y dado que recién se estaba asentando nuevamente la democracia, Aylwin se vio obligado nuevamente a ceder. El caso de los pinocheques fue cerrado definitivamente durante el Gobierno de Eduardo Frei Ruiz-Tagle (1994-2000), quien aludió a razón de Estado producto de nuevas presiones de los oficiales de Ejército en 1995, quienes esta vez vestidos de civil, realizaron un «picnic» en las afueras del Penal de Punta Peuco, donde cumplían condena militar acusados por violaciones a los derechos humanos.